# Blunker See
Der Blunker See ist ein See im Kreis Segeberg im deutschen Bundesland Schleswig-Holstein östlich der Ortschaft Blunk. Er ist ca. 20 ha groß und bis zu 9,7 m tief. 